# Józef Nodzykowski
Józef Nodzykowski, ps. Mazur (ur. 18 marca 1893 w Kacicach, zm. 14 lipca 1960 tamże) – polski działacz niepodległościowy, rolnik i polityk, poseł na Sejm RP V kadencji (1938–1939).

## Życiorys
Urodził się 18 marca 1893 we wsi Kacice, w ówczesnym powiecie pułtuskim guberni łomżyńskiej, w rodzinie Franciszka i Marianny z Niedbałów. Ukończył szkołę rolniczą w Golądkowie. W 1915, podczas I wojny światowej, wstąpił w szeregi Polskiej Organizacji Wojskowej. Pełnił funkcję instruktora na powiat pułtuski i makowski, a od sierpnia 1917 komendanta Obwodu Pułtusk POW. 11 listopada 1918 razem z Franciszkiem Słomińskim, ps. Słomka dowodził atakiem na niemieckie starostwo mieszczące się w pułtuskim zamku. Od 1918 służył w Wojsku Polskim, wziął udział w wojnie z bolszewikami.
W latach 20. XX wieku gospodarzył na roli w rodzinnej wsi oraz pełnił funkcję przewodniczacego zarządu spółdzielni w Nasielsku, członka kółek rolniczych i Kas Stefczyka, Rady Okręgowej Towarzystwa Kółek Rolniczych, przewodniczącego koła Związku Peowiaków w Pułtusku oraz wiceprezesa Warszawskiej Izby Rolniczej. W latach 1932–1934 był komisarycznym burmistrzem Serocka. 6 listopada 1938 został wybrany w Okręgu nr 8 miasto Pułtusk posłem na Sejm RP V kadencji. W parlamencie został członkiem klubu Obozu Zjednoczenia Narodowego, pracował w komisjach: komunikacyjnej i wojskowej.
W czasie II wojny światowej, od początku 1943, pełnił służbę w Komendzie Obwodu Pułtusk Armii Krajowej na stanowisku kierownika referatu III. 16 lutego 1943 został aresztowany i osadzony w pułtuskim więzieniu. Od 2 kwietnia do 12 listopada tego roku przebywał w więzieniu Gestapo w Forcie Pomiechówek, a od 29 listopada 1943 w obozie koncentracyjnym Mauthausen. Przeżył obóz i wrócił do Kacic.
Zmarł 14 lipca 1960 i został pochowany na cmentarzu parafii św. Stanisława Kostki w Pułtusku.
W 1922 ożenił się z Zofią z Deptułów (1902-1987), z którą miał syna Zbigniewa (1923-1951).

## Ordery i odznaczenia
- Krzyż Niepodległości – 16 marca 1937 „za pracę w dziele odzyskania niepodległości”[8][1][9], zamiast uprzednio (24 października 1931) nadanego Medalu Niepodległości[10][11][12]